# 서정초등학교 (경기)
서정초등학교는 대한민국 경기도 고양시 덕양구에 있는 공립 초등학교이다.

## 학교 연혁
- 2010년 3월 1일 개교